# 麻布プラザ
麻布プラザ株式会社（あざぶプラザ）は、テレビ技術を専門とする制作プロダクション・ポストプロダクション。テレビ番組の編集（VTR編集、リニア編集、ノンリニア編集）、MAに関する業務を行う。
港区三田に編集MA室 6 部屋、編集室 9 部屋、ＭＡ室 2 部屋、複数人同時作業可能なUtility Room含み（最大同時作業ライン 編集21 / MA9）を構え、全国の民放テレビ局や制作プロダクションの番組を数多く手がけている。
長らくウッドオフィスグループ（現・WACホールディング）に属していたが、2024年10月、代表取締役の大橋崇が全株を買い取り、グループから離脱して独立資本経営となる。

## 三田編集センター
- 東京都港区三田1-2-18 TTDプラザ　5、6階
- Tel.03-3453-1122 ／ Fax.03-3453-3344

## 主な作品

### テレビ番組
（凡例）太字：現在放映中また継続中（特番の場合）の番組・これから放映される番組。

### DVD
- リアクションの殿堂